# Max Niehaus
Max Niehaus (* 17. Dezember 1888 in Wesel; † 8. April 1981 München) war ein deutscher Schriftsteller, Tanzforscher und Ballettpublizist.

## Leben
Max Niehaus, der hauptberuflich Staatsbeamter in Wiesbaden war, galt als einer der führenden Repräsentanten der sachlichen modernen Tanzliteratur. Zudem war er Mitarbeiter am Goethe-Institut und war dort zuständig für deutsche Ballett-Gastspiele im Ausland. Die internationalen Kontakte ermöglichten ihm einen umfassenden Blick auf die Tanzszene und prägten auch seine Publikationen. Diese befassten sich sowohl mit deutschen Tänzern wie Heinz Bosl als auch mit internationalen Tanzschaffenden wie Isadora Duncan und Vaslav Nijinsky. Seine Freundschaft zu Sergej Diaghilew und den Ballets Russes sowie zu zahlreichen deutschen und amerikanischen Künstlern erlaubte ihm eine intensive Forschung. Berufliche internationale Anerkennung erhielt er durch die Einrichtung von Ballett-Foto-Ausstellungen in New York, Brüssel, Neapel und München. Die Besonderheit der Fotos lag darin, dass keine gestellten Positionen abgebildet waren, sondern Momentaufnahmen des Aufführungsprozesses abgelichtet wurden. Seit 1958 gab Niehaus zudem jährlich einen Ballettkalender heraus. - Sein Nachlass befindet sich im Deutschen Tanzarchiv Köln.

## Werke (Auswahl)

### Monographien
- Sardinien: ein Reisebuch. Societäts-Verlag, Frankfurt am Main 1938.
  - Sardinien 1935. Un libro di viaggio. Traduzione a cura di Bernd Wilczek e Giorgio Pellegrini. Edizioni Della Torre, Cagliari 2021. ISBN 978-88-7343-558-7.
- Ballett. Prestel Verlag, München 1954.
- Junges Ballett. Nymphenburger Verlag, München 1957 – NA 1972.
- Himmel, Hölle und Trikot – Heinrich Heine und das Ballett. Nymphenburger Verlag, München 1959.
- Nijinsky. Gast aus einer anderen Welt. Prestel Verlag, München 1961.
- Ballett im Bild. Nymphenburger Verlag, München 1961.
- Ballett-Faszination. Heyne, München 1972, ISBN 3-453-01061-2  – NA 1978 mit einem Kommentar vom Tanzarchiv Köln.
- Heinz Bosl. Südwest-Verlag, München 1975, NA 1988, ISBN 3-517-00576-2.
- Peter Breuer. Nymphenburger Verlag, München 1978.
- Isadora Duncan. Triumph und Tragik einer legendären Tänzerin. Heyne, München 1982, ISBN 3-453-03031-1.

## Sekundärliteratur
- Alexander J. Balcar (Hrsg.): Knaurs Ballett Lexikon. Knaur Verlag, München/Zürich 1958.
- Horst Koegler, Helmut Günther (Hrsg.): Reclams Ballettlexikon. Philipp Reclam jun., Stuttgart 1991, ISBN 3-150-10328-2, S. 323.
- Horst Koegler (Hrsg.): Friedrichs Ballettlexikon. Friedrich Verlag, Velber bei Hannover 1972.
- Paul S. Ulrich: Biographisches Verzeichnis für Theater, Tanz und Musik. Berlin 1997, ISBN 3-870-61479-X.